# Stora Svartsjön, Närke
Stora Svartsjön är en sjö i Askersunds kommun i Närke och ingår i Motala ströms huvudavrinningsområde.